# 恰姆石窟寺
恰姆石窟寺，位于西藏自治区日喀则地区定结县琼孜乡恰姆村，是一座藏传佛教石窟寺。

## 简介
在中华人民共和国第三次全国文物普查中，西藏日喀则地区文物普查队发现各类文物点34个，其中包括恰姆石窟寺。
恰姆石窟寺位于恰姆村西南大约3公里处，海拔4589米，坐落在吉曲河西侧的果美山半山腰上，距离地面30多米。该寺平面呈南北走向，共3座洞窟，石窟洞口均朝东。石窟内有泥雕佛像，残存的泥塑镀金佛像。恰姆石窟寺是岗巴县乃甲切木石窟寺之后，日喀则地区发现的第二座石窟寺。